# Flößerkapelle (Altenmarkt bei Sankt Gallen)
Die Flößerkapelle (auch Gruber-Kapelle, der Name ist sonst nicht überliefert) ist eine denkmalgeschützte (Listeneintrag) Kapelle mit Messlizenz in der Gemeinde Altenmarkt bei Sankt Gallen in der Steiermark, Österreich.

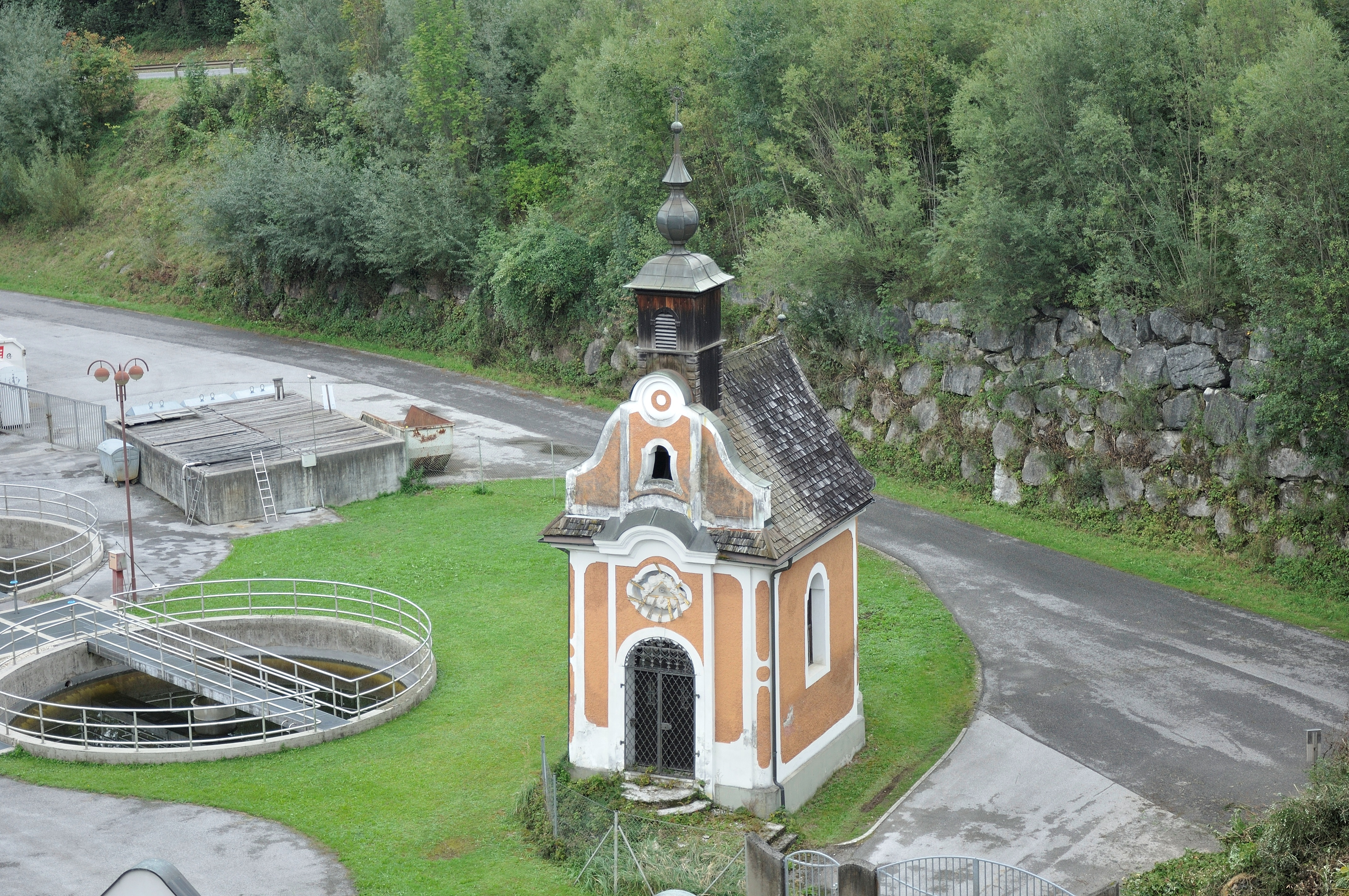
Flößerkapelle

Die Kapelle steht in einem kleinen Industriegebiet (Kläranlage und Abfallhof der Gemeinde) an einer Flussbiegung der Enns, die früher „Floßlände“ genannt wurde. Einer Legende nach soll hier der Heilige Nikolaus gepredigt haben.
Das einstöckige Barock-Bauwerk wurde 1763–64 im Auftrag des Weißenbacher Ledermeisters und Gastwirts Wilhelm Leberporg erbaut und ehrt die Schmerzhafte Muttergottes, den Heiligen Johannes von Nepomuk und den Heiligen Nikolaus. Geweiht wurde die Kapelle 1764 durch Matthäus Offner, den damaligen Abt der Benediktinerabtei Admont. Die Glocke im Dachreiter der Kapelle wurde 1768 von Martin Feltl gegossen.
Die Kapelle war mit Statuen der Heiligen Nikolaus, Johannes Nepomuk, Benedikt und Gallus ausgestattet; diese wurden bei einem Einbruch 1977 gestohlen und blieben verschollen.